# Ізабелл Вайт
Ізабелл Вайт (англ. Belle White; 1 вересня 1894 — 24 червня 1972) — британська стрибунка у воду.
Призерка Олімпійських Ігор 1912 року, учасниця 1920, 1924, 1928 років.
Чемпіонка Європи з водних видів спорту 1927 року.